# Saxstjärtad solfågel
Saxstjärtad solfågel (Aethopyga christinae) är en fågel i familjen solfåglar inom ordningen tättingar.

## Utseende och läte
Hane saxstjärtad solfågel har som namnet avslöjar en unikt kluven stjärt. Fjäderdräkten är grön ovan och vit under, med lila strupe, bröst och ett i ett brutet halsband. Honan, som saknar den kluvna stjärten, är mer färglös, med grönaktig ovansida och ljusare olivgul undersida. I stora delar av utbredningsområdet är arten den enda solfågeln.

## Utbredning och systematik
Saxstjärtad solfågel delas in i tre underarter med följande utbredning:
- Aethopyga christinae christinae – Hainan (södra Kina)
- latouchii-gruppen
  - Aethopyga christinae latouchii – sydöstra Kina (östra Sichuan, södra Hunan, North China Plain, Fujian) till norra Vietnam
  - Aethopyga christinae sokolovi – södra Vietnam

Sedan 2016 urskiljer Birdlife International och naturvårdsunionen IUCN underarterna latouchii och sokolovi som den egna arten Aethopyga latouchii. 

## Levnadssätt
Saxstjärtad solfågel hittas i skogsområden, parker och trädgårdar. Den ses ofta födosöka bland blommor och plocka insekter från lövverket, då den ofta ryttlar som en kolibri.

## Status
IUCN hotkategoriserar  christinae och latouchii-gruppen var för sig, båda som livskraftiga. 

## Bildgalleri

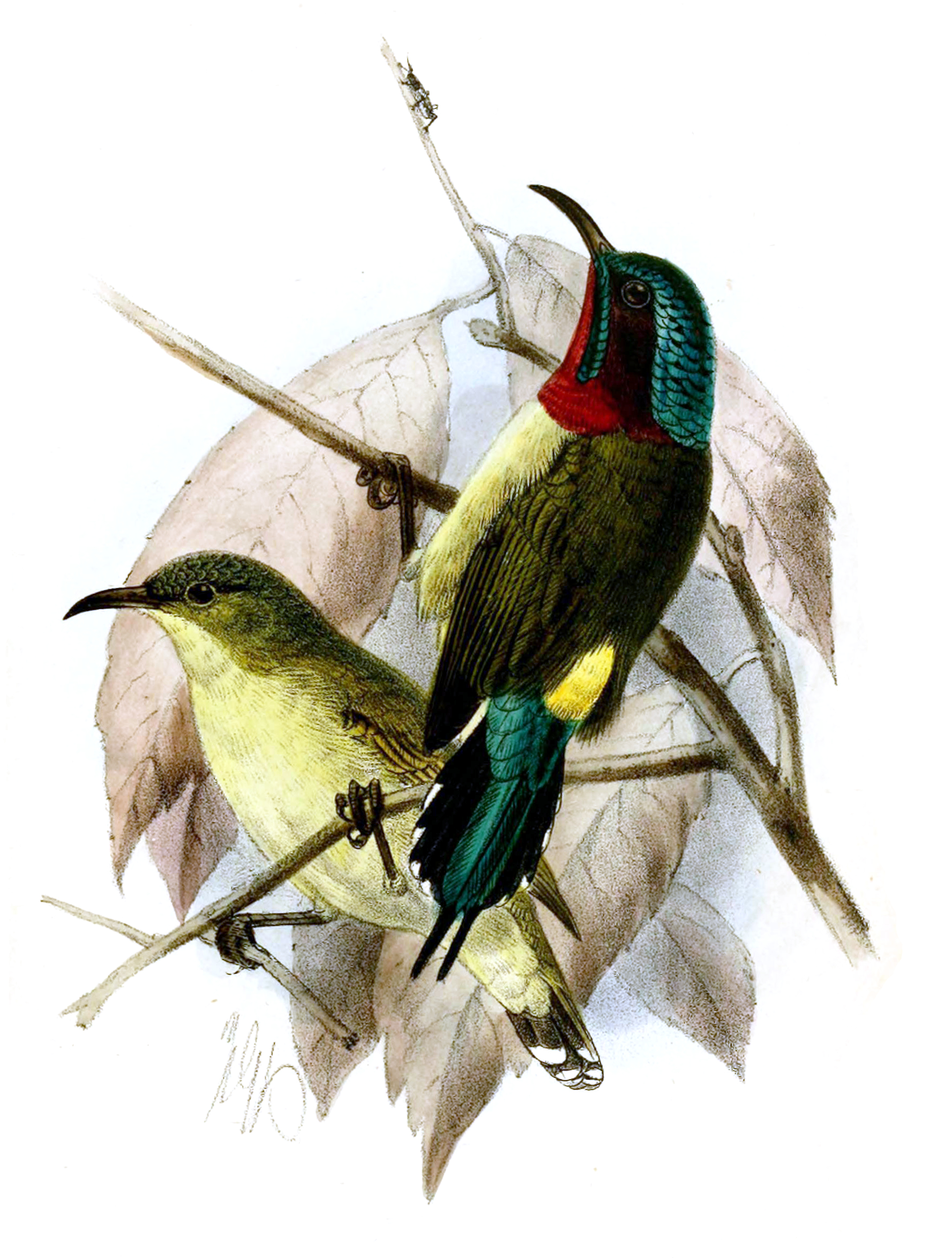
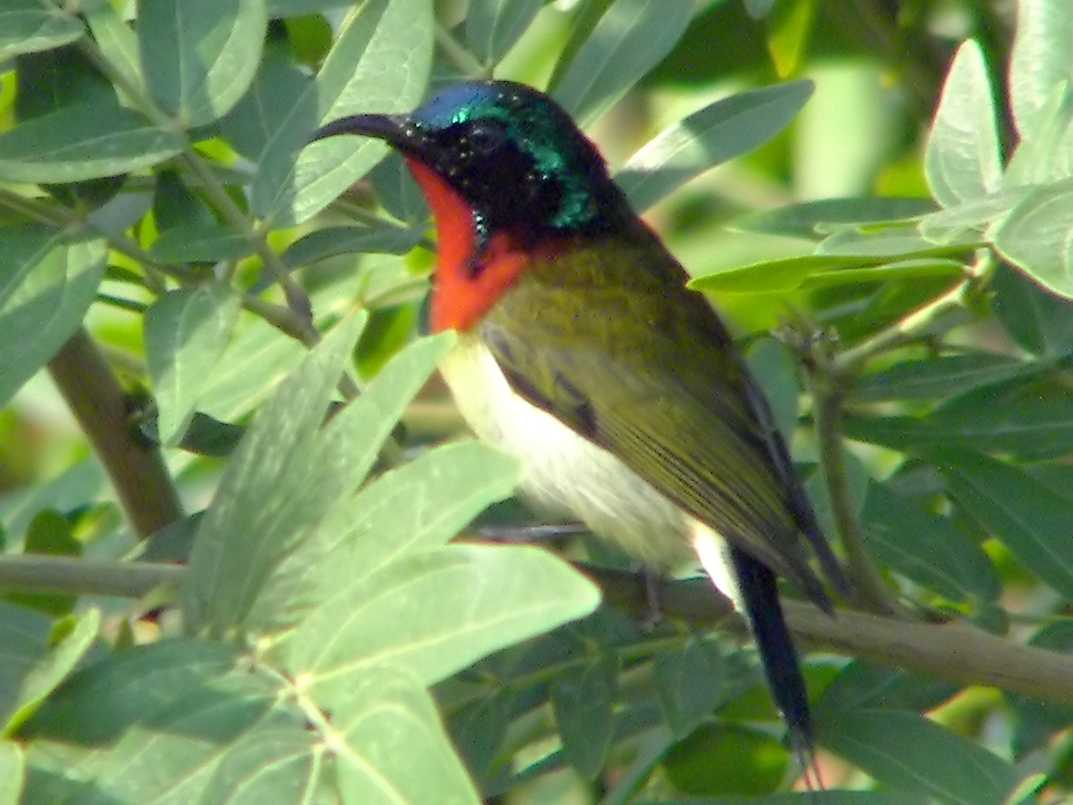
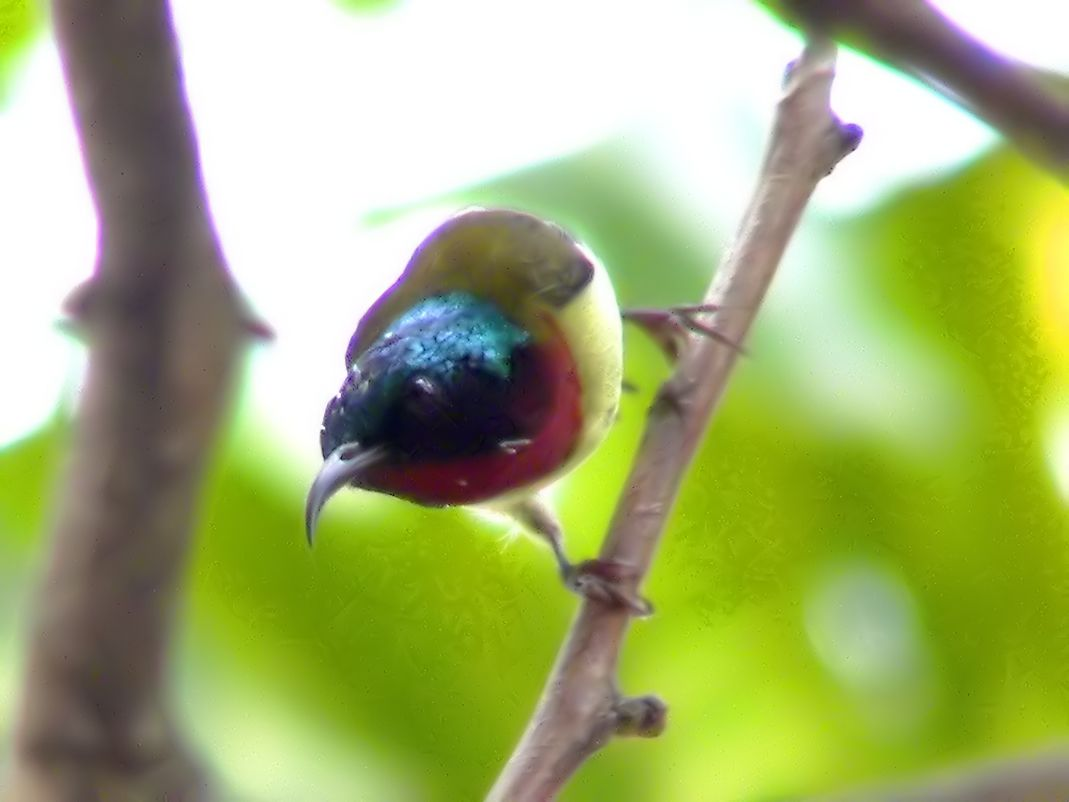
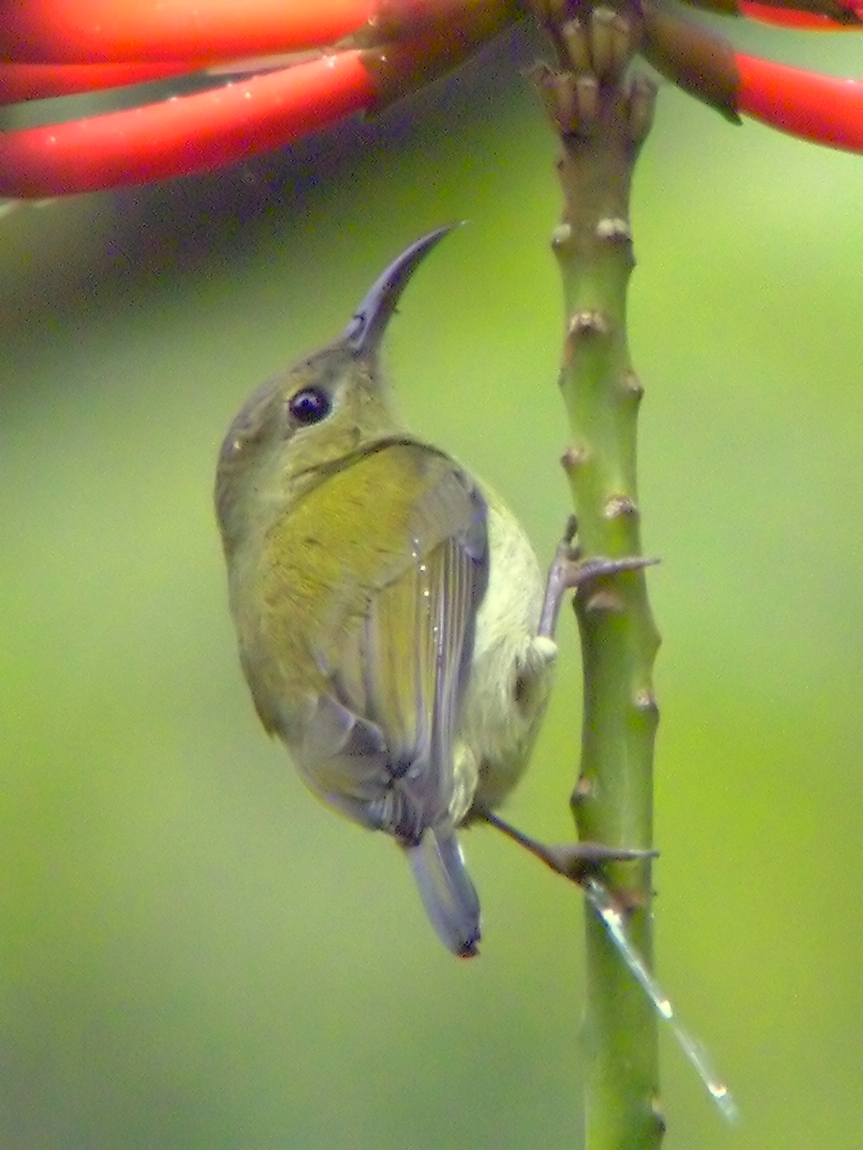
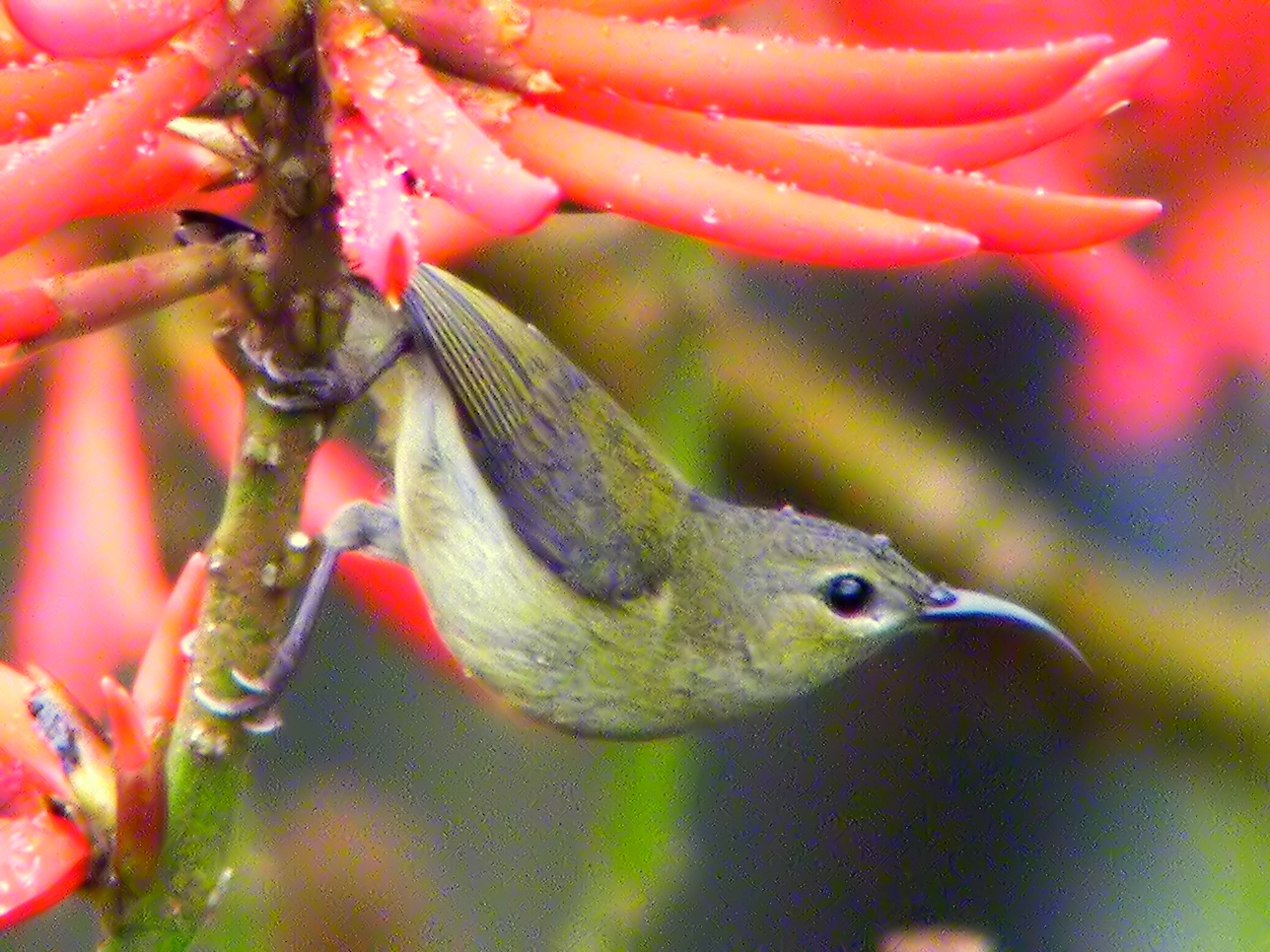

## Namn
Engelska naturforskaren Robert Swinhoe beskrev arten 1869 och kallade den christinae för att hedra sin hustru Christina Lockie Swinhoe (cirka 1839-1914, född Stronach).